# Carrie & Lowell
Carrie & Lowell es el séptimo álbum de estudio del músico estadounidense  Sufjan Stevens, publicado a través de Asthmatic Kitty el 31 de marzo de 2015. A diferencia de su álbum anterior, el electrónico The Age of Adz, Carrie & Lowell marca el regreso del intérprete hacia sus raíces indie folk. Esta nueva grabación obtuvo buena acogida por la crítica especializada, que lo destacaron como el "mejor Stevens".

## Grabación
Las canciones del álbum fueron grabadas en 2014 en la oficina de Stevens, en Dumbo, Brooklyn, y el estudio de Pat Dillett en Manhattan, entre otras ubicaciones. Las canciones fueron inspiradas por la muerte de la madre de Sufjan, Carrie, y los viajes familiares a Oregón cuando Sufjan era un niño. La madre de Sufjan sufrió depresión, esquizofrenia, y adicciones. Abandonó a Stevens a la edad de un año. Según Stevens, la composición y grabación del álbum le ayudó a cerrar y superar la muerte de su madre. El título de álbum incluye una referencia a su padrastro, Lowell, quien cofundó el sello Asthmatic Kitty junto con Sufjan.
El álbum fue producido por Thomas Bartlett, un músico y amigo de Stevens, quien recientemente también había perdido un hermano debido al cáncer. Sobre el trabajo de producción de Barlett, Stevens dijo: "Thomas tomó todos estos croquis y le dio sentido a todo".

## Lista de canciones
Todas las letras escritas por Sufjan Stevens. 
Todas las canciones escritas y compuestas por Sufjan Stevens. 
| N.º | Título                                | Duración |  |
| 1.  | «Death with Dignity»                  | 3:59     |  |
| 2.  | «Should Have Known Better»            | 5:07     |  |
| 3.  | «All of Me Wants All of You»          | 3:41     |  |
| 4.  | «Drawn to the Blood»                  | 3:18     |  |
| 5.  | «Eugene»                              | 2:26     |  |
| 6.  | «Fourth of July»                      | 4:39     |  |
| 7.  | «The Only Thing»                      | 4:44     |  |
| 8.  | «Carrie & Lowell»                     | 3:14     |  |
| 9.  | «John My Beloved»                     | 5:04     |  |
| 10. | «No Shade in the Shadow of the Cross» | 2:40     |  |
| 11. | «Blue Bucket of Gold»                 | 4:43     |  |

## Recepción crítica
Carrie & Lowell recibió buenas críticas desde su lanzamiento. Metacritic, el cual asignó un índice normalizado sobre la base de revisiones de 100 críticos especializados de música, le otorgó una puntuación media de 90. En su revisión para Pitchfork, el escritor Brandon Stosuy escribió, "El nuevo disco de Sufjan Stevens', Carrie & Lowell, es su mejor álbum."